# Нариньо (Нариньо)
Нариньо (исп. Nariño) — город и муниципалитет на юго-западе Колумбии, на территории департамента Нариньо. Входит в состав Центральной провинции.

## История
Поселение, из которого позднее вырос город, было основано 2 сентября 1879 года. Муниципалитет Нариньо был выделен в отдельную административную единицу в 1999 году.

## Географическое положение

Муниципалитет Нариньо

Город расположен в восточной части департамента, в горной местности Центральной Кордильеры, к северу от вулкана Галерас, на расстоянии приблизительно 7 километров к северо-западу от города Пасто, административного центра департамента. Абсолютная высота — 2347 метров над уровнем моря.
Муниципалитет Нариньо граничит на севере и западе с территорией муниципалитета Ла-Флорида, на северо-востоке — с муниципалитетом Чачагуи, на востоке — с муниципалитетом Пасто, на юге — с муниципалитетом Консака. Площадь муниципалитета составляет 25,74 км².

## Население
По данным Национального административного департамента статистики Колумбии, совокупная численность населения города и муниципалитета в 2015 году составляла 4870 человек.
Динамика численности населения муниципалитета по годам:
| 2005 | 2006 | 2007 | 2008 | 2009 | 2010 | 2011 | 2012 | 2013 | 2014 | 2015 |
| ---- | ---- | ---- | ---- | ---- | ---- | ---- | ---- | ---- | ---- | ---- |
| 4183 | 4235 | 4303 | 4376 | 4444 | 4518 | 4586 | 4657 | 4725 | 4795 | 4870 |

Согласно данным переписи 2005 года мужчины составляли 49,4 % от населения Нариньо, женщины — соответственно 50,6 %. В расовом отношении белые и метисы составляли 70,3 % от населения города; негры, мулаты и райсальцы — 18,9 %; индейцы — 10,8 %.
Уровень грамотности среди всего населения составлял 86,9 %.

## Экономика
Основу экономики Нариньо составляет сельское хозяйство.
59,3 % от общего числа городских и муниципальных предприятий составляют предприятия торговой сферы, 28,4 % — предприятия сферы обслуживания, 11,3 % — промышленные предприятия, 1 % — предприятия иных отраслей экономики.

## Транспорт
Через город проходит национальное шоссе № 25 (исп. Ruta Nacional 25).